# Jonny Williams
Jonathan Peter Williams  (sinh ngày 9 tháng 10 năm 1993) là một cầu thủ bóng đá chuyên nghiệp người xứ Wales hiện thi đấu ở vị trí tiền vệ cho câu lạc bộ Swindon Town tại League Two và đội tuyển quốc gia Wales.

## Thống kê sự nghiệp

### Câu lạc bộ
Tính đến ngày 29 tháng 10 năm 2022
| Club                      | Season                  | League                  | League | League | FA Cup | FA Cup | League Cup | League Cup | Other | Other | Total | Total |
| Club                      | Season                  | Division                | Apps   | Goals  | Apps   | Goals  | Apps       | Goals      | Apps  | Goals | Apps  | Goals |
| ------------------------- | ----------------------- | ----------------------- | ------ | ------ | ------ | ------ | ---------- | ---------- | ----- | ----- | ----- | ----- |
| Crystal Palace            | 2011–12                 | Championship            | 14     | 0      | 0      | 0      | 4          | 1          | —     | —     | 18    | 1     |
| Crystal Palace            | 2012–13                 | Championship            | 29     | 0      | 2      | 0      | 1          | 0          | 3     | 0     | 35    | 0     |
| Crystal Palace            | 2013–14                 | Premier League          | 9      | 0      | 1      | 0      | 1          | 0          | —     | —     | 11    | 0     |
| Crystal Palace            | 2014–15                 | Premier League          | 2      | 0      | 0      | 0      | 2          | 0          | —     | —     | 4     | 0     |
| Crystal Palace            | 2015–16                 | Premier League          | 1      | 0      | —      | —      | 0          | 0          | —     | —     | 1     | 0     |
| Crystal Palace            | 2018–19                 | Premier League          | 0      | 0      | —      | —      | 1          | 0          | —     | —     | 1     | 0     |
| Crystal Palace            | Crystal Palace total    | Crystal Palace total    | 55     | 0      | 3      | 0      | 9          | 1          | 3     | 0     | 70    | 1     |
| Ipswich Town (loan)       | 2013–14                 | Championship            | 13     | 1      | —      | —      | —          | —          | —     | —     | 13    | 1     |
| Ipswich Town (loan)       | 2014–15                 | Championship            | 7      | 1      | —      | —      | —          | —          | 0     | 0     | 7     | 1     |
| Ipswich Town (loan)       | Ipswich Town total      | Ipswich Town total      | 20     | 2      | —      | —      | —          | —          | 0     | 0     | 20    | 2     |
| Nottingham Forest (loan)  | 2015–16                 | Championship            | 10     | 0      | —      | —      | —          | —          | —     | —     | 10    | 0     |
| Milton Keynes Dons (loan) | 2015–16                 | Championship            | 13     | 0      | 1      | 0      | —          | —          | —     | —     | 14    | 0     |
| Ipswich Town (loan)       | 2016–17                 | Championship            | 8      | 0      | —      | —      | —          | —          | —     | —     | 8     | 0     |
| Sunderland (loan)         | 2017–18                 | Championship            | 12     | 1      | 0      | 0      | 1          | 0          | —     | —     | 13    | 1     |
| Charlton Athletic         | 2018–19                 | League One              | 16     | 0      | —      | —      | —          | —          | 2     | 0     | 18    | 0     |
| Charlton Athletic         | 2019–20                 | Championship            | 26     | 0      | 1      | 0      | 0          | 0          | —     | —     | 27    | 0     |
| Charlton Athletic         | 2020–21                 | League One              | 18     | 2      | 1      | 0      | 1          | 0          | 1     | 0     | 21    | 2     |
| Charlton Athletic         | Charlton Athletic total | Charlton Athletic total | 60     | 2      | 2      | 0      | 1          | 0          | 3     | 0     | 66    | 2     |
| Cardiff City              | 2020–21                 | Championship            | 9      | 0      | —      | —      | —          | —          | —     | —     | 9     | 0     |
| Swindon Town              | 2021–22                 | League Two              | 40     | 5      | 3      | 0      | 0          | 0          | 2     | 0     | 45    | 5     |
| Swindon Town              | 2022–23                 | League Two              | 16     | 6      | 0      | 0      | 1          | 0          | 0     | 0     | 17    | 6     |
| Swindon Town              | Swindon Town total      | Swindon Town total      | 56     | 11     | 3      | 0      | 1          | 0          | 2     | 0     | 62    | 11    |
| Career total              | Career total            | Career total            | 243    | 16     | 9      | 0      | 12         | 1          | 8     | 0     | 272   | 17    |

1. ↑  Three appearances in the Championship play-offs
2. ↑  Two appearances in the League One play-offs
3. ↑  One appearance in the EFL Trophy
4. ↑  Two appearances in the League Two play-offs

### Quốc tế
Tính đến ngày 1 tháng 6 năm 2022
| Đội tuyển quốc gia | Năm  | Trận | Bàn |
| ------------------ | ---- | ---- | --- |
| Wales              | 2013 | 4    | 0   |
| Wales              | 2014 | 3    | 0   |
| Wales              | 2015 | 2    | 0   |
| Wales              | 2016 | 7    | 0   |
| Wales              | 2017 | 1    | 0   |
| Wales              | 2019 | 4    | 0   |
| Wales              | 2020 | 4    | 1   |
| Wales              | 2021 | 6    | 0   |
| Wales              | 2022 | 2    | 1   |
| Tổng               | Tổng | 33   | 2   |

### Bàn thắng quốc tế
Tính đến ngày 1 tháng 6 năm 2022.
| # | Ngày                 | Địa điểm                                            | Đối thủ  | Bàn thắng | Kết quả | Giải đấu                    |
| - | -------------------- | --------------------------------------------------- | -------- | --------- | ------- | --------------------------- |
| 1 | 14 tháng 10 năm 2020 | Sân vận động Quốc gia Vasil Levski, Sofia, Bulgaria | Bulgaria | 1–0       | 1–0     | UEFA Nations League 2020–21 |
| 2 | 1 tháng 6 năm 2022   | Sân vận động Wrocław, Wrocław, Ba Lan               | Ba Lan   | 1–0       | 1–2     | UEFA Nations League 2022–23 |